# خوسيه هينريكز
خوسيه هينريكز (بالإسبانية: Mardoqueo Henríquez)‏ هو لاعب كرة قدم سلفادوري، ولد في 24 مايو 1987 في Jutiapa, El Salvador ‏ في السلفادور. شارك مع منتخب السلفادور لكرة القدم. أما مع النوادي، فقد لعب مع نادي أكويلا ونادي بيرس.

## وصلات خارجية
- خوسيه هينريكز على موقع الاتحاد الدولي (مؤرشف)  (الإنجليزية)
- خوسيه هينريكز على موقع قاعدة بيانات كرة القدم.إي يو (الإنجليزية)
- خوسيه هينريكز على موقع ناشيونال فوتبول تيمز (الإنجليزية)